# Ustulação
Ustulação é um processo químico utilizado na metalurgia que consiste em aquecer um sulfeto na presença de gás de oxigênio, conhecido também como "queima de sulfeto", geralmente aplicado para obtenção de metais como: chumbo, cobre, prata,  zinco e mercúrio, em minérios com teor elevado de enxofre, antimônio e arsénio.
A ustulação de sulfetos cujo cátion vem de um metal de baixa eletropositividade (metal nobre) dá origem a esse metal. Já os sulfetos de metais de alta eletropositividade dá origem ao óxido metálico (ustulação oxidativa). Em ambos processos ocorre o desprendimento de gases tóxicos, como dióxido de enxofre e trióxido de arsênio.
É a queima de sulfetos em laboratórios pode ser realizada com maçarico. Em grande escala se dá em fornos especiais com passagem de corrente de ar quente.

## Processos de ustulação

### Ustulação redutiva
A redução dos sulfetos metálicos aos metáis elementares (MenSm → Me) ocorre em dois passos: primeiramente dois terços dos sulfetos metálicos são convertidos em óxidos, na presença de oxigênio (O2). No segundo processo ocorre o aquecimento sem oxigênio, através do qual o sulfeto metálico restante reage com o óxido metálico resultando no metal elementar e outros dióxido de enxofre.
A redução também pode ser realizada através de carbono ou monóxido.

#### Exemplos
- Produção de chumbo a partir do minério galena (sulfeto de chumbo(II)):

{\displaystyle \mathrm {3\ PbS+3\ O_{2}\longrightarrow PbS+2\ PbO+2\ SO_{2}} } (ustulação)
{\displaystyle \mathrm {PbS+2\ PbO\longrightarrow 3\ Pb+SO_{2}} } (redução)
Redução alternativa, com a adição de carbono:
{\displaystyle \mathrm {2\ PbO+C\longrightarrow 2\ Pb+CO_{2}} } (redução)
- Obtenção do cobre a partir do sulfeto de cobre(I):

{\displaystyle \mathrm {3\ Cu_{2}S+3\ O_{2}\longrightarrow 6\ Cu+3\ SO_{2}} }
- Sendo deste modo também possível a obtenção, por exemplo, de mercúrio a partir do seu sulfeto sulfeto de mercurio.
- Também antimônio e bismuto podem ser obtidos a partir da ustulação redutiva, utilizando-se os os minerais sulfídricos correspondentes.

## Ustulação oxidativa

### Exemplos
- Oxidação da pirita resultante em óxido de ferro(III) e dióxido de enxofre:

 :{\displaystyle \mathrm {4\ FeS_{2}+11\ O_{2}\longrightarrow 2\ Fe_{2}O_{3}+8\ SO_{2}} }
O óxido de ferro (III) é então reduzido em alto-forno ao ferro metálico e o dióxido de enxofre pode ser reutilizado na fabricação de ácido sulfúrico.